# Links (Computerspielreihe)
Links ist eine Reihe von Computer-Golf-Simulation, die ab 1990 von dem damaligen Unternehmen Access Software für den PC entwickelt wurde. Die ersten Spiele überzeugten insbesondere durch eine Grafik mit bis dahin nicht gekanntem Realitätsgrad.

## Systemanforderungen
Laut PC Player 1993-01 benötigt Links 386 Pro auf dem PC, wie der Name schon erahnen lässt, mindestens einen 386 Prozessor mit 1 MiB XMS Speicher und 512 KiB VRAM für die VESA VBE kompatible Grafikkarte. Das Spiel kann bis zu 6 MiB XMS Speicher nutzen.

## Grafik
Die Grafik unterstützt SVGA, allerdings dauert der Bildschirmaufbau bei sehr alten Grafikkarten eventuell relativ lange, da jeder Baum einzeln geladen wird. Alle Kurse sind Original-Blaupausen von real existierenden Golfplätzen.
Die Designer des Spiels waren Vance Cook, Kevin Homer und Roger Carver.

### Bildschirmauflösungen
- Links: 320 × 200
- Links 386 Pro: 640 × 400 Pixel oder 640 × 480 (256 Farben)
- Links LS: 800 × 600 (auch höher, jedoch mit Rahmen)

### Updates Links 2003/Vers. 1.07 und Windows 7/8/10
Der Hersteller empfiehlt, die Version Links 2003 nebst dem aktuellen Update 1.07 (vgl. Link) zu verwenden, um neue und aktualisierte Plätze benutzen zu können.
Alle älteren Plätze sind ebenfalls kompatibel.
Ein weiteres Update ermöglicht die Benutzung von Links 2003 ab Windows 7 (vgl. Link).

## Audio
Die DOS-Version hatte bereits damals (mit SoundBlaster16) eine Version von Tschaikowskis Tanz der Zuckerfee als Intro-Melodie.

## Steuerung
Der Abschlag wird über die Maus gesteuert. Bei dem ersten Mausklick wird die Stärke des Abschlages festgelegt. Der zweite Mausklick entscheidet über die Zielgenauigkeit. Schnelle Reaktionen sind gefragt.
Eine weitere Variante ist, die Maus durch eine Verschiebung derselben zu bedienen, um den Abschlag zu simulieren. Diese erfordert deutlich mehr Übung um einen präzisen Abschlag zu realisieren.

## Golfplätze / Kurse
Weitere Golfplätze musste der Spieler durch Zusatz-Disketten extra erwerben. Sie kosteten damals je 60 DM. Die Kurs-Disketten (3½") funktionieren auch mit dem Spiel Microsoft Golf für Windows (basiert auf Links), allerdings in geringerer Auflösung.
Bei Links LS sind alle Kurse auf der CD gespeichert. Der Spieler muss allerdings die Original-Diskette einlegen. Durch einfaches Editieren einer Datei können aber alle Kurse ohne Disketten freigeschaltet werden.
Durch die Veröffentlichung des APCD (Arnold Palmer Course Designer) mit Links 2001 war es möglich, eigene Plätze zu kreieren. Das mitgelieferte Tool entsprach dem Entwicklertool von Microsoft.
Bis heute stehen im Internet viele Golfplätze (reale und erfundene), Animationen und Ausrüstungsgegenstände für den Golfer und noch einiges mehr zum Download zur Verfügung.

## Vorgänger
Leaderboard Golf (für den C64, 1986 von Access Software)

## Versionen
- Links: The Challenge of Golf
  - 1991, PC DOS
  - 1992, Amiga
  - 1994, Sega Mega-CD
- Links 386 Pro
  - 1992, DOS
- Links LS
  - 1998–2002, Windows CD-ROM – Vertrieb von Eidos Interactive
- Links LS 2001
  - 2001, Windows
- Links 2003
  - 2002, Windows XP, Windows Vista/7/8 (mit Updates, vgl. Link)
- Links 2004
  - 2003, Xbox

Links 2007 war für die Xbox 360 für September 2006 geplant. Aber Take-Two hat sich dazu entschlossen, das Projekt einzustellen, kurz nachdem alle Rechte für Links von Microsoft gekauft wurden.
Ende 1995 erschien eine Simulation von dem Unternehmen Peacock mit einem richtigen Golfschläger (aus Kunststoff), der einen Sensor enthielt und statt Maus als Eingabegerät diente. Der Schläger war bis auf 65 cm ausziehbar und kostete 349 DM.

## Einzelne Kurs-Disketten / CD
- Banff Springs (1992) – Banff-Nationalpark/Alberta
- Barton Creek (1991) – Austin/Texas
- Bay Hill Club & - Lodge (1991) – Orlando/Florida
- Bighorn Mountains (1994) – Palm Desert/Kalifornien (*)
- Bountiful Golf Course (1991) – Bountiful City bei Salt Lake City/Utah
- Castle Pines (1994) – Castle Rock/Colorado
- Cog Hill 5 – Dubsdread (1996) – Lemont bei Chicago/Illinois (*)
- Congressional (1997) – Washington/Washington D. C.
- Devils Island (1995) – fiktiv: Bermudas-Inseln
- Firestone Country Club (1991) – Akron/Ohio (*)
- Harbour Town (1991) – Hilton Head Island/South Carolina
- Hyatt Dorado Beach Resort (1991) – San Juan/Puerto Rico
- Innisbrook Copperhead South (1993) – Tampa/Florida
- Mauna Kea (Insel Hawaii, 1992) – Kamuela/Hawaii
- Pelican Hill (1996) – Newport Beach bei Los Angeles/Kalifornien
- Pebble Beach (1993) – Monterrey Peninsula/Kalifornien (**)
- Pinehurst Country Club 2 (1991) – Charlotte/North Carolina (*)
- Pinehurst Country Club 8 (1999) – Charlotte/North Carolina (*)
- Prairie Dunes (1995) – Hutchinson/Kansas
- Riviera (1995) – Los Angeles-Pacific Palisades/Kalifornien
- The Belfry (1993) – Birmingham/Warwickshire
- Torrey Pines (1991) – La Jolla/Kalifornien
- Troon North (1991) – Scottsdale/Arizona
- Oakland Hills Country Club (1996) – Bloomfield Hills/Michigan (*)
- Sea Island (1997) – St. Simons Island/Georgia
- Phoenix (1999) – Miyazaki/Japan
- Valderrama (1997) – Sotogrande/Andalusien
- Valhalla (1997) – Louisville/Kentucky

Für Kurse, die mit (*) gekennzeichnet sind, sind im gleichen Resort im Internet mindestens ein anderer Kurs erhältlich (etwa Firestone North/Firestone South oder Bighorn Canyons/Bighorn Mountains).
(**) Für den Course Pebble Beach gibt es im Internet ein historisches Design nach Aufzeichnungen von 1930.
Die meisten dieser Kurse sind inzwischen mit höherer Auflösung und aktualisiertem Design im Internet (vgl. Link) erhältlich. Einige dieser Plätze werden regelmäßig aktualisiert. Die Version ist meist an den angehängten Jahreszahlen oder Zusätze wie „HD“ zu erkennen, z. B. „Sankt Andrews Old Course HD“.
Die Größe der aktualisierten Plätze umfassen meist ein Vielfaches von den Originalversionen von Access/Microsoft (ggf. über 200 MB).
Die Auflösung der überarbeitenden Plätze ist wesentlich größer, u. a. Grashalme und Sandbunker nebst abgestuften Bunkerbegrenzungen statt grüne oder graue Texturen.
Diese überarbeiteten Plätze sind meist nur mit Links 2003 und Update-Version 1.07 zu benutzen (vgl. Link).

## Golf-Sammlungen innerhalb verschiedenen Links-Versionen und Zusatzpaketen
Nach 1997 gab es keine einzelnen Golfkurse mehr zu kaufen.
Stattdessen gab es ab 2000 mehrere Pakete, die mehrere ältere Kurse mit höherer Auflösung und auch in jedem Paket mehrere neu digitalisierte Golfkurse enthielten.
- 1997 wurden 4 Links-Kollektionen veröffentlicht, in welchen jeweils fünf ältere digitalisierte Kurse aktualisiert und mit höherer Auflösung veröffentlicht worden, aber keine neuen Kurse enthielten.
- In den Folgejahren erschienen 4 weitere Ergänzungspakete, die überarbeitete ältere Kurse und auch zusätzliche Kurse beinhalteten:
- Links LS 2000 (10 Course Pack): 9 überarbeitete ältere Kurse mit höherer Auflösung und zusätzlich
  - Three Canyons (2000) – fiktiv: San Diego/Kalifornien

- Expansion Pack:
  - Thanksgiving Point – Lehi/Utah

- Expansions Pack 2:
  - Stone Canyon Club – Tucson/Arizona,
  - Trent Jones Golf Club – Los Angeles/Kalifornien
  - Ayrshire Dunes – Boston/Massachusetts

- Championship Edition:
  - The Judge – Los Angeles/Kalifornien
  - Oakmont – Oakmont/Pennsylvania
  - Royal Melbourne – Melbourne/New South Wales

- Weitere digitalisierte Golfplätze gab es in den nachfolgenden Versionen der LINKS-Simulation:
- Links 1997:
  - Latrobe – Latrobe bei Pittsburgh/Pennsylvania (2 Versionen für Sommer und Herbst)
  - Kapalua Village, Kapalua Plantation – Lahaina auf Maui/Hawaii

- Links 1998:
  - Kapalua Bay – Lahaina auf Maui/Hawaii

- Links 1999:
  - Entrada – St. George/Utah,
  - St. Andrews Old Course – Sankt Andrews/Schottland

- Links 2000:
  - Hapuna – Kamuela/Hawaii
  - Covered Bridge – Sellersburg/Indiana
  - St. Andrews New Couse, St. Andrews Jubilee Course – Sankt Andrews/Schottland

- Links 2001:
  - Aviara – Carlsbad/Kalifornien
  - Chateau Whistler – Vancouver/British Columbia
  - Prince Course (Princeville) – Kauai/Hawaii
  - Westfields – Virginia Beach/Virginia
  - Mesa Roja – fiktiv: Arizona

- Links 2003:
  - Cabo del Sol – La Paz-Baja California Sur/Mexiko
  - Gleneagles – Perth/Schottland
  - Otsego – Gaylord/Michigan
  - Cambrian Ridge – Mobile/Alabama
  - Kauri Cliffs – Auckland/Neuseeland
  - Skeleton Coast – fiktiv: nicht konkret lokal zuordenbar in Afrika

Im Internet sind derzeit über 1800 Kurse zu laden, darunter viele bekannte reale Plätze, die regelmäßig aktualisiert werden, etwa:
- USA:
  - Augusta National – Augusta/Georgia
  - Spyglass Hill – Peninsula Mornington/Kalifornien,
  - Santa Barbara Resort (3 Plätze) – Santa Barbara/Kalifornien
  - Doral Resort (2 Plätze) – Miami/Florida
  - Woodland CC/TPC (2 Plätze) – Houston/Texas
  - Sawgrass TPC – Ponte Vedra/Florida
  - Scottsdale TPC – Scottsdale/Arizona
  - La Quinta – Jefferson/Kalifornien
  - Key Biscayne – Miami/Florida
  - Brown Deer – Milwaukee/Wisconsin
  - Ayrshine Dunes – Boston/Massachusetts
  - Capitol Hill – Prattville/Alabama
  - Crystal Pines – Worland/Wyoming
  - Desert Canyon/Washington
  - Medinah – Merion/Illinois
  - Oklahoma – Fort Sill/Oklahoma
  - Stone Canyon – Tucson/Arizona
  - Stonebriar – Ponte Vedra/Florida

- Kanada:
  - Stonebridge – Ottawa/Ontario
  - Northern Dunes – Hepworth bei Owen Sound/Ontario

- Hawaii:
  - Pacific Breaks – Kaumakani auf Insel Kauai

- Schottland:
  - Glenmuir – Edinburgh
  - Muirfield Village – Falkirk
  - St. Andrews Backward – Sankt Andrews
  - Gooseneck Bay – Inverness
  - Centenary – Perth

- Irland:
  - Druids Glenn – Dublin
  - Roganstown – Dublin
  - Royal County Kilderry – Dingle

- England:
  - Royal Lytham and Sankt Annes – Manchester
  - Tudor Park – Maidstone/Kent

- Deutschland:
  - Eichenried – Bayern (Nähe München)
  - Gut Kaden (3 kombinierte 18-Bahn-Kurse: 2 mal je 9 Bahnen aus 3 Kursen) – Alveslohe bei Hamburg/Schleswig-Holstein
  - Gut Lärchenhof – bei Köln/Nordrhein-Westfalen
  - Lucia van Rheden – Hameln/Niedersachsen

- Österreich: Enzesfeld – bei Wien/Niederösterreich

- Vereinigte Arabische Emirate: Dubai Emirates

- Schweden: Leafield bei Göteborg

- Spanien: Las Brisas – Granada/Andalusien

Weiterhin sind im Internet viele außergewöhnliche fiktive Szenarien zu finden, u. a.:
- Devils Island 2008 (eine indianische Szenerie, die Flaggenstöcke als Marterpfahl dargestellt und ein Piratenschiff als Kulisse)
- Rivendell (angelehnt an die legendäre Rollenspielserie „Ultima“ nebst Fantasieschloss als Kulisse)
- Piazza Metallica (eine rekultivierte Industrielandschaft im Ruhrgebiet – entsprechend der Piazza Metallica in Duisburg-Meiderich)
- Niederlande: Kanaal New Course (eine fiktive niederländische Landschaft mit Windmühlen und zahlreichen Bächen)
- Shadowlands – ein typischer Links-Kurs der im schottischen Stil angelegt ist
- Brydestone – ein Parklandkurs im schottischen Stil mit zahlreichen Bächen und großen Höhenunterschieden
- Avalon Coast – noch ein Golfplatz im schottischen Design
- Gooseneck Bay – an einer Steilküste im schottischen Stil mit schwierigen Hindernissen und hohem Rough
- eine Kraterlandschaft auf dem Mond unter einer Glaskuppel („Craters of the Moon“), vgl. http://linkscorner.org/courses/index.php

Auch diese Plätze werden oft und manchmal auch regelmäßig aktualisiert. Die Version ist an der Jahreszahl zu erkennen, z. B. „Rivendell 2014“.
Auch für diese Plätze ist meist die Version Links 2003 Version 1.07 erforderlich (vgl. Link).

## Rezeption
In der PC Player 1993-01 bekam das Spiel eine Wertung von 90 Punkten.